# Eduardo Paniagua
Pour les articles homonymes, voir Paniagua.
Eduardo Paniagua, né en 1952 à Madrid, est un musicien spécialisé dans le répertoire de l'Espagne médiévale. Il est aussi architecte.
C'est au sein du groupe familial Atrium musicae (Gregorio, Luis, Carlos) qu'il commence sa carrière à 16 ans en gravant quatre disques. De 1966 à 1983, il participe aux tournées internationales du groupe, aux instruments à vent et à percussion. 
Il est aussi membre fondateur du groupe de musique arabo-andalouse Cálamus et Hoquetus.
En 1994, il fonde les groupes Musica Antigua (consacré au répertoire des Cantigas de Santa Maria) et Ibn Báya (codirigé avec Omar Metioui). Il a reçu de nombreuses distinctions à ce propos.
Il fonde aussi la maison de disques Pneuma qui édite également d'autres artistes,.

## Discographie
Atrium Musicae
- La Folía
- La Spagna
- Musica de la Grecia Antigua
- Antotología de Música Antigua Española

Musica Antigua
- La vida de Maria
- Remedios curativos
- Caballeros
- Camino de Santiago
- Cantigas des Mediterraneo
- Cantigas de Oriente ou Cantigas de Bizancio
- Cantigas celtas
- Cantigas de Francia
- Cantigas de Italia
- Cantigas de Sevilla
- Cantigas de Toledo
- Cantigas de Valencia
- Cantigas de Jerez
- Cantigas de Extremadura
- Cantigas de Castilla -La Mancha
- Bestiario
- Pipe & Tabor
- Virgen de Atiocha - Cantigas de Madrid
- Cantigas de Castilla y Leon
- Cantigas de Judios y Moros
- Santa Maria del puerto I
- Obras Maestras de las Cantigas

Ibn Baya
- Jardin de Al-Andalus
- Walladah (Córdoba 994-1077) and Ibn Zaygun (Córdoba 1003-1071)
- La Llamada de Al-Andalus
- Núba Al-Maya
- Ibn Arabi
- El Agua de la Alhambra
- La Felicidad Cumplida
- Nuba Al-Istihlal
- Poemas de la Alhambra
- Alarifes Mudéjares

Calamus
- The Splendour of Al-Andalus
- Medieval Women's songs

Autres
- Danzas medievales espanolas
- Tres culturas : judios, cristianos y musulmanes en la españa medieval
- Luz de la Mediterranía
- Sepharad
- Música Européa del siglo XV para el Organo de papel de Leonardo da Vinci
- Ecos del Espíritu. Melodías Gregorianas
- El Cantar de la Conquista de Almería